# Solenzara (fiume)
Il Solenzara è un piccolo fiume costiero francese.

## Percorso
Il SOlenzare è lungo 22 km e corre nei dipartimenti dell'Haute Corse e della Corse-du-Sud, in Corsica, e si getta nel Mar Tirreno tra Aleria e Porto Vecchio. Nasce nel territorio del comune di Quenza ad un'altitudine di 1145 metri.